# En livegens vinger
En livegens vinger (russisk: Крылья холопа) er en sovjetisk film fra 1926 af Jurij Taritj.
Filmen omhandler en russisk livegen, der opdager et apparat til flyvning samt et romantisk trekantsdrama, der involverer den russiske zar Ivan den Grusomme (Leonid Leonidov), dennes hustru (Sofia Askarova) og hustruens hemmelige elsker Nikita (Ivan Kljukvin). Filmen havde amerikansk premiere i New York i 1928 med stor succes.

## Medvirkende
- Leonid Leonidov som Ivan
- Ivan Kljukvin som Nikita
- Safijat Askarova som Marija
- Vladimir Korsj som Ivan
- Nikolaj Prozorovskij som Fjodor Basmanov